# Vandområdeplan 1.5 Randers Fjord
Vandplan 1.5 Randers Fjord omfatter et areal på   ca. 3.250 km²  og består hovedsageligt af Gudenåen og dens opland der er Danmarks sørigeste vandsystem.  Af Randers Fjords samlede opland udgør  oplandet til Gudenåen er ca. 2600 km².  Alling Å, der udmunder i Grund Fjord, er et andet større tilløb.
Vandområdeplan Randers Fjord omfatter  1.883 km målsatte vandløb, og  berører 10 kommuner: Silkeborg Kommune, Skanderborg, Horsens, Favrskov, Viborg, Randers, Norddjurs, Hedensted, Vejle, Ikast-Brande, Odder, Århus og Syddjurs.
En lang række af  landets søtyper er repræsenteret, blandt andet den
dybe, klarvandede Hald Sø ved Viborg, de næringsfattige Tingdalsøerne
og skovsøerne med humusrigt vand. Langt de fleste er dog forholdsvis lavvandede søer med højt næringsindhold og har derfor i sommerperioden uklart vand. Der er i alt ca. 8.500 søer på over 100 m² i vandplanområdet med  et areal på godt 9,7 km² i alt, hvilket svarer til ca. 3 % af oplandets samlede areal. Der er 66 søer, som er større end 5 hektar,
bl.a. Mossø på 1660 ha, der er oplandets største sø.I vandplanen indgår desuden 121 søer i Natura 2000-områder, som har naturtyper.

## Natura 2000
Vandplanområdet omfatter i alt 11 stk. Natura 2000-områder  med et samlet areal på ca. 21.000 ha eksklusiv havområdet, som udgør en meget væsentlig del af det store Natura 2000-område, der strækker sig op til Ålborg Bugt (Natura 2000-område nr. 14 Ålborg Bugt, Randers Fjord og Mariager Fjord). 
I Natura 2000-planlægningen er det lagt til grund, at vandplanlægningen vil medføre en forbedret vandkvalitet og mere naturlig hydrologi til gavn for Natura 2000-områderne. 
- Natura 2000-område nr. 14 Ålborg Bugt, Randers Fjord og Mariager Fjord
- Natura 2000-område nr. 30 Lovns Bredning, Hjarbæk Fjord og Skals Ådal
- Natura 2000-område nr. 34 Brandstrup Mose
- Natura 2000-område nr. 35 Hald Ege, Stanghede og Dollerup Bakker
- Natura 2000-område nr. 49 Gudenå og Gjern Bakker
- Natura 2000-område nr. 52 Salten Å, Salten Langsø, Mossø og søer syd for Salten Langsø og dele af Gudenå
- Natura 2000-område nr. 53 Sepstrup Sande, Vrads Sande, Velling Skov og Palsgård Skov
- Natura 2000-område nr. 54 Yding Skov og Ejer Skov
- Natura 2000-område nr. 57 Silkeborgskovene
- Natura 2000-område nr. 76 Store Vandskel, Rørbæk Sø, Tinnet Krat og Holtum Ådal øvre del
- Natura 2000-område nr. 77 Uldum Kær, Tørring Kær og Ølholm Kær
- Natura 2000-område nr. 229 Bjerre Skov og Haslund Skov

Der også et Ramsarområde ved Randers Fjord, udpeget efter en international aftale om at beskytte levesteder for
vandfugle. Randers Fjord betegnes som en rigtig flodmunding, hvor åens ferske
vand blandes med havets salte.